# Betesdaförsamlingen i Ekenäs
Betesdaförsamlingen i Ekenäs är en pingstförsamling i Ekenäs i Raseborg i Nyland i Finland. Församlingen grundades den 14 augusti 1932 med Harald Strömstedt som föreståndare.
Året därpå invigdes Betesdakyrkan i stadens centrum. Församlingen betecknade det som ett under att stadens myndigheten gav tillåtelse till tomtköpet. En församlingsmedlem gav en så stor penningsumma till kyrkbygget att den täckte hälften av byggnadskostnaderna.
År 1974 förenade Sionförsamlingen i Hangö med Betesdaförsamlingen.
År 1992 fick Betesdakyrkan en grundlig ansiktslyftning.

## Föreståndare
- Harald Strömstedt
- Alfons Andström
- Edvin Nyqvist
- Felix Nyqvist
- Rafael Hjort
- Gerhard Gustafsson
- Lars Koskinen
- Rainer Lindh
- Ralf Dahl
- Håkan Nitovuori
- Erik Rönnlund